# 트로뫼 교회

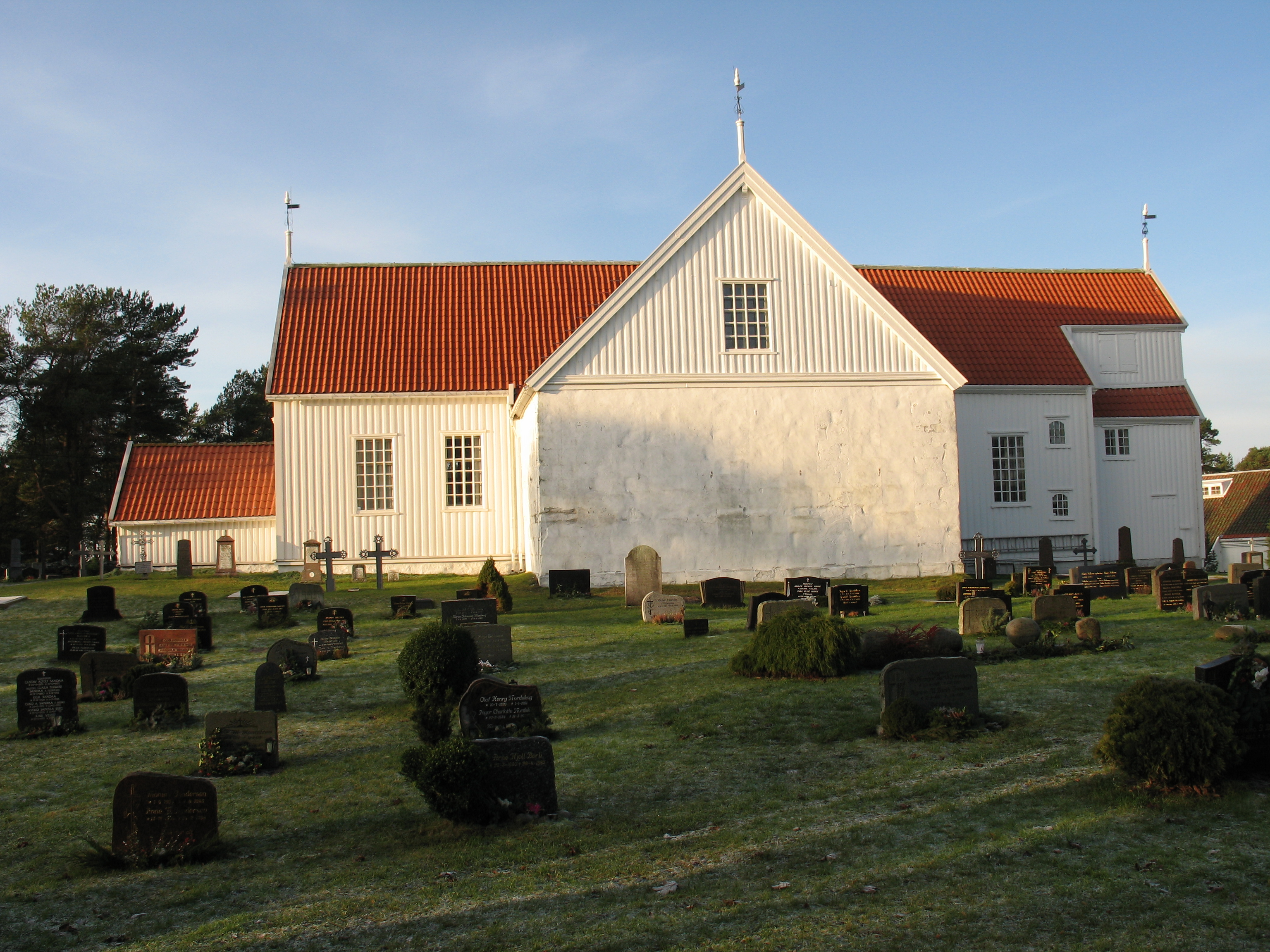

트로뫼 교회(노르웨이어: Tromøy kirke)는 노르웨이 아그데르주의 아렌달에 있는 노르웨이 교회의 교구 교회이다. 트로뫼섬의 동쪽 해안에 있는 브레카(Brekka) 마을에 있다. 아렌달 프로스티(Arendal prosti)의 일부인 트로뫼 교구의 교회 중 하나이다. 흰색의 석조 교회는 1150년경에 알려지지 않은 건축가가 그린 도면을 사용하여 지어졌다. 교회는 약 290명을 수용한다. 이곳은 1878년부터 1992년 해산될 때까지 트로뫼시의 주요 교회였다.
교회는 원래 1150년경에 긴 교회 디자인으로 지어졌으며 수세기에 걸쳐 확장되고 확장되었다. 1748년 건축가 올레 닐슨 바이어홀트(Ole Nielsen Weierholt)가 교회를 십자형 디자인으로 개조했다. 중세 건물로서 자동으로 보호 문화 유산 상태를 유지한다.